# Сайгун, Хюсейн
Хюсе́йн Сайгу́н (тур. Hüseyin Saygun; 1920, Стамбул — 31 марта 1993, Стамбул) — турецкий футболист и футбольный тренер. Участник летних Олимпийских игр 1948 года.

## Биография

### Клубная карьера
Начинал карьеру в клубе «Курултуш». В 1935 году перешёл в «Бешикташ», в составе которого играл 11 сезонов и выиграл ряд трофеев, в том числе 7 раз Стамбульскую футбольную лигу. В 1946 году перешёл в «Вефу», за которую отыграл два сезона.
Вернувшись в «Бешикташ», играл за «чёрных орлов» до конца карьеры и в 1953 году ушёл из футбола. Всего во всех турнирах за «чёрных орлов» сыграл 285 матчей и забил 53 гола.

### Карьера в сборной
В составе сборной Турции принимал участие на олимпийском футбольном турнире 1948 года, где в матче со сборной Китая (4:0) забил гол. В следующем матче Турция проиграла сборной Югославии со счётом 1:3. Всего за сборную Турции сыграл 13 матчей и забил 1 гол.

### Тренерская карьера
В 1959 году в течение некоторого времени возглавлял «Бешикташ».

### Смерть
Скончался 31 марта 1993 года в Стамбуле.

## Достижения
«Бешикташ»
- Чемпион Стамбульской футбольной лиги (10) :1938/39, 1939/40, 1940/41, 1941/42, 1942/43, 1944/45, 1945/46, 1949/50, 1950/51, 1952
- Победитель Национального дивизиона[англ.] (3): 1941, 1944, 1947
- Обладатель Кубка премьер-министра Турции[англ.] (2): 1944, 1947
- Обладатель Стамбульского кубка[англ.] (2): 1944, 1946